# Karoi (Mewar)
Karoi fou una thikana de l'estat de Mewar.
La família governat era noble, però de tercera classe i descendia del maharana Sangram Singh II (1716-1754). La dinastia de Karoi era una de les cinc cases (haveli, en el sentit de nissaga) originades en Sagram Singh II. Pertanyien al clan sidòdia dels rajputs.